# Украсни слак
Украсни слак   је једногодишња пењачица из породице слакова Convolvulaceae. Пореклом је из Средње Америке. Расте у висину до 3 метра стварајући много листова и цветове различитих боја − белих, плавих, розих и љубичасти боји које посећују бројни кукци. Цветови су једнодомни − хермафродитни, а изгледом подсећају на мале трубе јарких психоделичних боја. Отварају се рано ујутро, а већ крајем дана вену. Иако цветови трају само један дан брзо се стварају и увек их има много. После цветања развијају се плодови — троделне чауре. Семе троугласто, дуго 4-7 mm, црно или тамнобраон, голо. Семе садржи мале количине компоненти који могу индуцирати слабе халуциногене доживљаје.
Све у свему, слак стратешки постављен у дворишту или на тераси одличан је заклон од нежељених погледа, поготово крајем сезоне када досегне своју максималну величину.

## Етимологија
Латинско име рода Ипомоеа потиче од грчке речи ips, gen. ipos (црв) и homios (сличан), због сличности увијања стабљике с увијањем црва. Име врсте purpurea значи љубичаст. На страним језицима називи су (енгл. common morning glory), (фр. volubilis),, (словен. škrlatni lepi slak).

## Узгој
Вртни слак преферира сунчан положај, добро дренирану земљу, пуно воде и неки потпорањ по чему се може пењати. Иако је једногодишња биљка, због самосева има ефекат перенске биљке.

## Галерија
- Светлоплава I. purpurea
- Ружичаста Ipomoea purpurea
- Ружичаста Ipomoea purpurea изблиза
- Ipomoea purpurea у Логанвил (Џорџија)
- Ружичаста Ipomoea purpurea
- Љубичаста Ipomoea purpurea изблиза
- Љубичаста Ipomoea purpurea изблиза
- Скенирање електро-микрографом Ipomoea purpurea pollen.